# Francisco Altino Lima
Francisco Altino Lima (Saboeiro, 29 de enero de 1924-São Paulo, 15 de mayo de 1989) fue un político brasileño. Fue alcalde de São Paulo durante 57 días en 1983 al asumir tras la renuncia de Antônio Salim Curiati en su condición de presidente de la Cámara Municipal de São Paulo.
Nació en el interior del estado de Ceará, llegó a São Paulo aún adolescente y trabajó durante tres años en la empresa Light Serviços de Eletricidade (Light S.A.) y 28 años en la empresa Telecomunicações de São Paulo (TELESP). Se graduó en Derecho en la Pontificia Universidad Católica de São Paulo en 1972 e ingresó a la política en 1976 como suplente de concejal y, posteriormente, siendo concejal titular y reeligiéndose en dicho cargo en 1982. El 15 de marzo de 1983 fue elegido presidente de la Cámara Municipal y, como consecuencia, asumió el cargo de alcalde debido a la inexistencia de un vicealcalde que asumiera el cargo tras la renuncia del titular Antônio Salim Curiati.
Uno de sus pocos actos como alcalde fue renombrar la Estrada do Lajeado en el barrio de São Miguel Paulista, como  "Avenida Nordestina". Al fin de su periodo de 57 días reasumió su cargo como presidente de la Cámara Municipal hasta el fin de su mandato el 31 de enero de 1985. Fue reelegido para un mandato adicional en 1988 pero falleció en ejercicio del cargo el 15 de mayo de 1989.